# Preußische Akademie der Künste

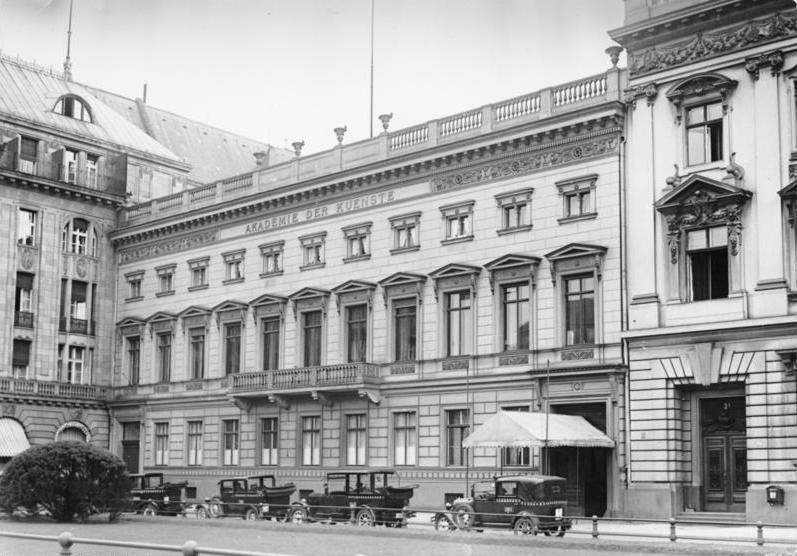
Palais Arnim, bis 1938 Sitz der Preußischen Akademie der Künste

Die Preußische Akademie der Künste wurde im Jahr 1696 vom brandenburgischen Kurfürsten Friedrich III. als Academie der Mahl-, Bild- und Baukunst in Berlin gegründet. Als Akademie der Künste des Staates Preußen gelangte sie zu weltweiter Berühmtheit. Zu ihren Mitgliedern gehörten unter anderem Johann Gottfried Schadow, Carl Friedrich Zelter, Christian Daniel Rauch, Karl Friedrich Schinkel, Adolph von Menzel, Heinrich Zille und Max Liebermann. Von der Teilung bis zur Wiedervereinigung Deutschlands stritten eine Ost- und eine Westakademie um ihre Tradition, die seit 1993 von der Akademie der Künste fortgesetzt wird.

## Überblick

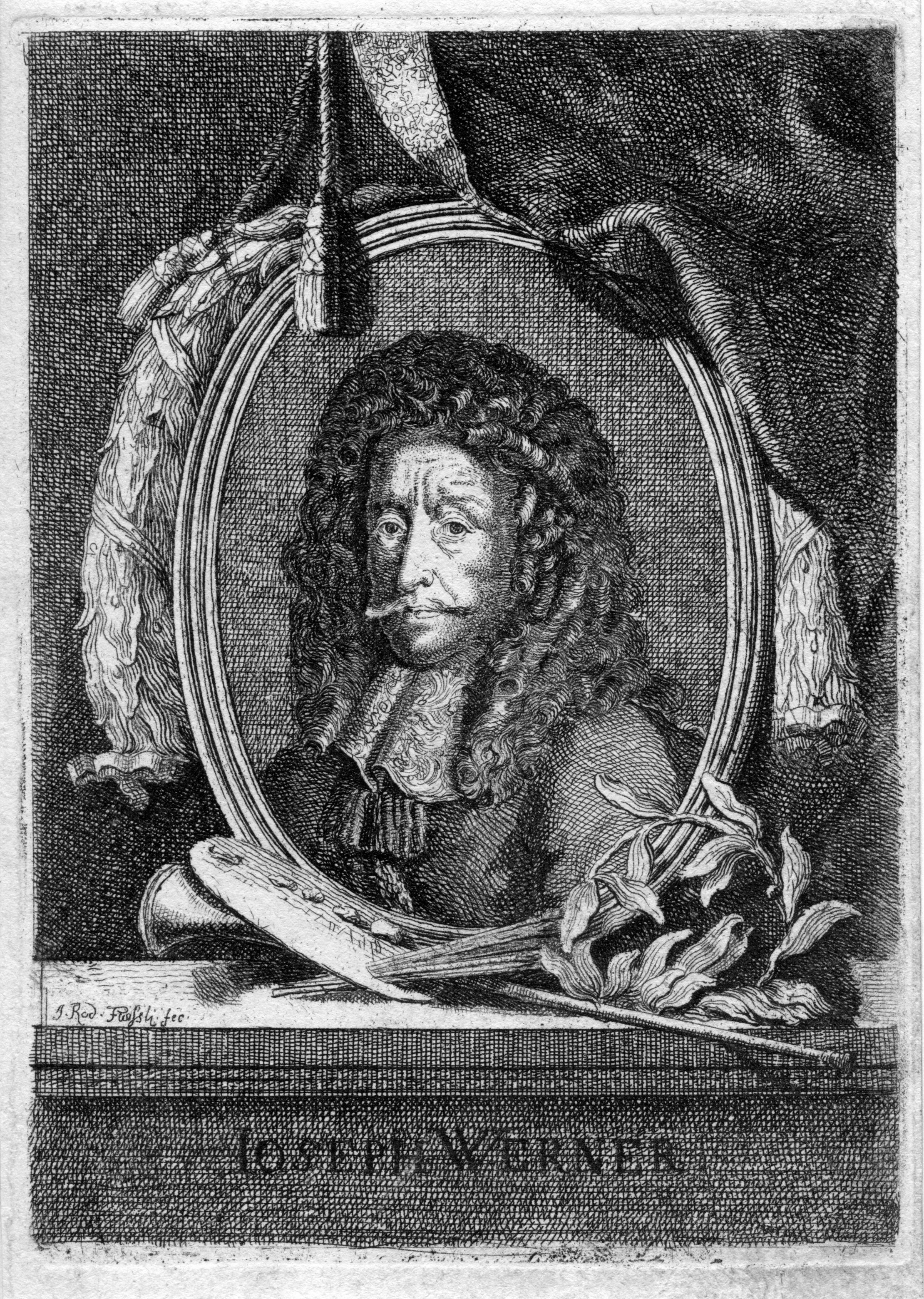
Joseph Werner, erster Präsident der Akademie

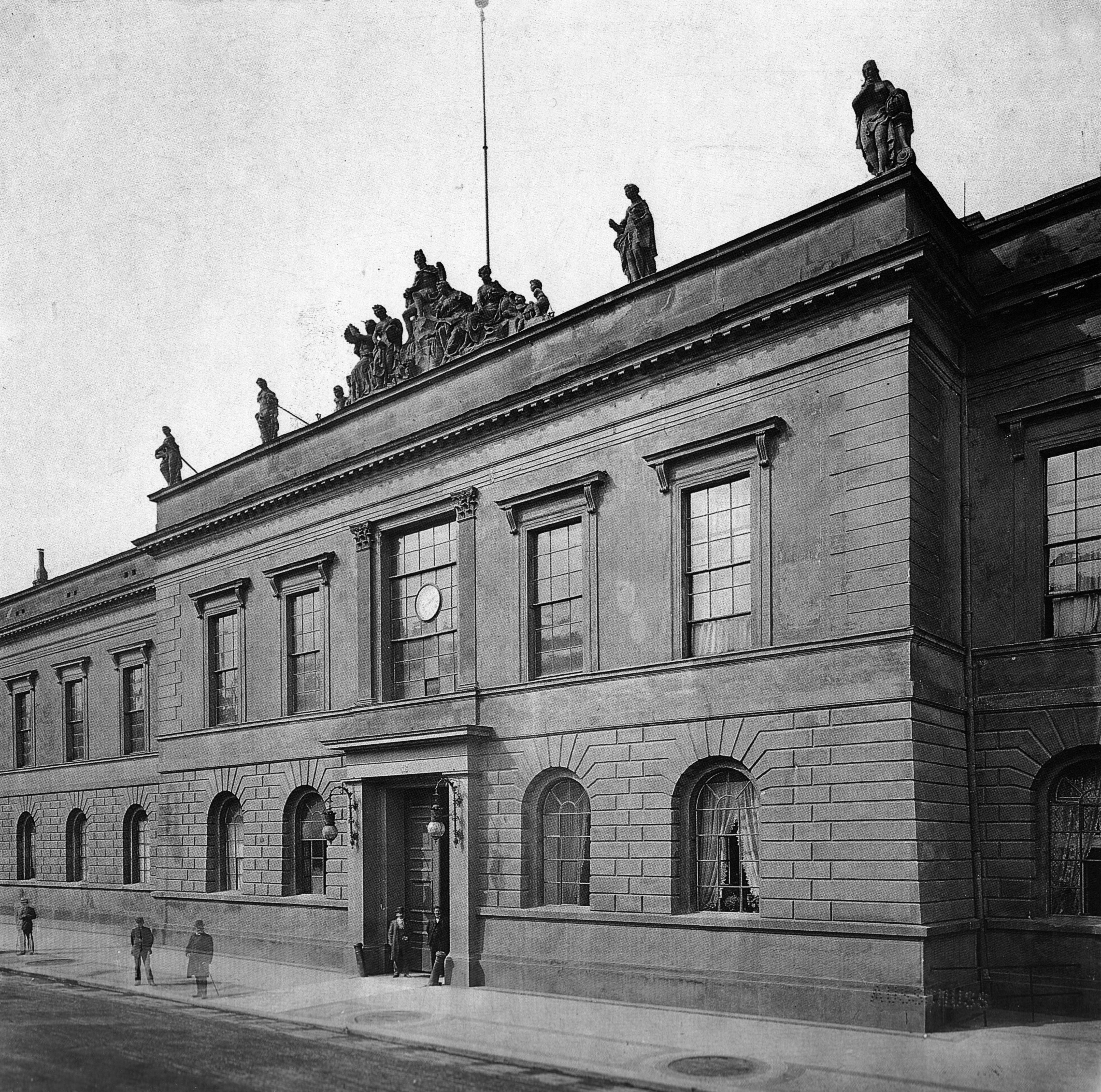
Marstall Unter den Linden, erster Sitz der Akademie

Die Akademie war nach der Accademia dei Lincei in Rom und den Académies Royales in Paris die älteste Einrichtung ihrer Art in Europa. Mit einem ähnlichen Gründungsauftrag entstanden weitere Akademien in europäischen Residenzen: die Real Academia Española in Madrid, die Royal Society in London, die Königlich Schwedische Akademie der Wissenschaften in Stockholm oder die Russische Akademie der Wissenschaften in Sankt Petersburg.
Über lange Zeit war sie zugleich Künstler-Sozietät und Ausbildungseinrichtung. Darüber hinaus erfüllte der Senat der Akademie durch Gutachtertätigkeit im Auftrage des Kuratoriums beziehungsweise des preußischen Kultusministeriums die Aufgabe einer staatlichen Kunstbehörde. So hatte die Akademie entscheidenden Einfluss auf Kunst und Kunstentwicklung im deutschsprachigen Raum.
Die wichtigsten Stationen sind die frühen Blütephasen, die zeitweilige Erstarrung der Akademie während der wilhelminischen Kunstpolitik Ende des 19. Jahrhunderts, die anschließende Kontroverse um Akademische Kunst und Moderne Kunst sowie die letzte große Ära unter der Präsidentschaft Max Liebermanns von 1920 bis 1932. Im Laufe ihrer Geschichte hat die Berliner Akademie zahlreiche Veränderungen und Erneuerungsprozesse erfahren, die sich auch in der jeweiligen Namensgebung und Organisationsstruktur niederschlugen.
Namen
- 1696–1704: Academie der Mahl-, Bild- und Baukunst
- 1704–1790: Königlich-Preussische Akademie der Künste und mechanischen Wissenschaften
- 1790–1809: Königliche Akademie der bildenden Künste und mechanischen Wissenschaften zu Berlin
- 1809–1875: Königlich Preussische Akademie der Künste
- 1875–1882: Königlich Preussische Akademie der Künste zu Berlin
- 1882–1918: Königliche Akademie der Künste zu Berlin
- 1918–1926: Akademie der Künste zu Berlin
- 1926–1931: Preußische Akademie der Künste zu Berlin
- 1931–1945: Preussische Akademie der Künste

Sektionen, ab 1931 Abteilungen
- ab 1833: für die Bildenden Künste
- ab 1835: für Musik
- ab 1926: für Dichtkunst (ab 1932: der Dichtung, ab Anfang Juni 1933: Deutsche Akademie der Dichtung)

Präsidenten
- 1816: Johann Gottfried Schadow
- 1875: Friedrich Hitzig
- 1881: Wilhelm Taubert
- 1882: Karl Becker
- 1895: Hermann Ende
- 1904: Johannes Otzen
- 1907: Arthur Kampf
- 1910: Carl von Groszheim
- 1911: Arthur Kampf
- 1912: Ludwig Manzel
- 1915: Franz Schwechten
- 1918: Ludwig Manzel
- 1920: Max Liebermann
- 1932: Max von Schillings
- 1933: August Kraus
- 1934: Georg Schumann (bis 1945)

## Geschichte

### Preußische Monarchie
Die Entwicklung der Berliner Akademie in den ersten rund 100 Jahren ihres Bestehens hat Friedrich Nicolai eingehend beschrieben.

„Es hatten sich um das Jahr 1690 verschiedene Künstler aus Liebe zur Kunst zusammengetan, um eine Privatakademie Akademie der Künste und mechanischen Wissenschaft zu errichten. Augustin Terwesten war auch von dieser Gesellschaft. Dieser nahm Gelegenheit, als der Kurfürst im Jahre 1694 über ein Gemälde von ihm seine Zufriedenheit bezeugte, die Vorstellung zu tun, daß in Berlin eine Akademie der Künste nach dem Muster der Pariser errichtet werden könnte. Der Kurfürst ließ sich diesen Vorschlag nicht allein gefallen, sondern trug auch Terwesten die Ausführung desselben auf, welcher, mit Zuziehung Andreas Schlüters, der im Jahre 1694 als Hofbildhauer in kurfürstliche Dienste gekommen war, den ersten Entwurf zu der Errichtung der Akademie machte, den der Kurfürst approbierte und seinen ersten Minister, Eberhard von Danckelmann, zum Protektor der neuen Akademie ernannte. Der Baumeister [Johann Arnold] Nering bekam also im Jahr 1695 Befehl, das obere Stockwerk der Vorderfacade des königlichen Stalles auf der Dorotheenstadt [Unter den Linden] zur Akademie einzurichten. Diese ward in sechs Zimmer abgeteilt, welche im Jahre 1697 fertig wurden, so daß sie auch der Kurfürst besahe und sein besonderes Wohlgefallen darüber bezeugte. Die akademischen Unterweisungen nahmen ihren Anfang. […] 1706 wuchs die Anzahl der Studierenden so stark, daß außer den vorherigen drei Klassen noch eine vierte errichtet werden mußte. In diesem blühenden Zustande blieb sie bis ins Jahr 1713, da Friedrich I. starb. Unter König Friedrich Wilhelm ward die Akademie zwar nicht geachtet, indessen dauerte die Unterweisung der Lehrlinge fort, die beständig noch vielen Nutzen schaffte […]“

Im Jahr 1743 brach im Untergeschoss des Marstalls ein Brand aus, dem sämtliche darüber liegende Räume der Akademie zum Opfer fielen, und der alle Gemälde, Zeichnungen, Gipsbilder, Kupferstiche und die Abgüsse der antiken Bildsäulen sowie die Formen vernichtete. Der Verlust einer der wenigen Sammlungen dieser Zeit, vor allem auch der Gemälde, hinterließ eine spürbare kunsthistorische Lücke. Die ursprüngliche Einrichtung der Akademie war erst 1786 unter dem Direktor Bernhard Rode wiederhergestellt. Nachdem Friedrich Wilhelm II. die Oberaufsicht an Friedrich Anton von Heynitz übertragen hatte, bewilligte er einen neuen Fonds.

„[Das Geld sollte teils zur] Bestreitung der zum Zeichnen nach dem Leben erforderlichen Kosten, teils zur Anschaffung der der Akademie noch fehlenden Zeichnungen, Kupferstiche und Gipsmodelle verwandt werden; überhaupt aber soll bei selbiger inskünftige nicht bloß auf die Anziehung von Malern, Kupferstechern, Bildhauern und Zeichnern, als vielmehr auf bessern Unterricht solcher Handwerker mit Bedacht genommen werden, die bei ihren Arbeiten Geschmack, Ordnung und die Lehre von der rechten Haltung nötig haben, und so wird hier nach und nach zum Besten des Staats eine wahre Kunstschule gebildet werden, wie solche in Nürnberg, Augsburg, in England und Frankreich existieren. Es sollen Handwerkern gute Zeichnungen und Modelle von ausländischen Erfindungen vorgezeigt und sie, dergleichen selbst zu erfinden, durch Preise aufgemuntert werden. Auch soll, wie es bei andern Akademien gebräuchlich ist, hier ebenfalls alle Jahr eine öffentliche Ausstellung von Kunstsachen geschehen, damit das Publikum sich von den Früchten dieser Einrichtung überzeugen und gute Künstler kennenlernen kann. Mit dieser Ausstellung soll im Jahre 1786 im Monat Mai der Anfang gemacht werden.“

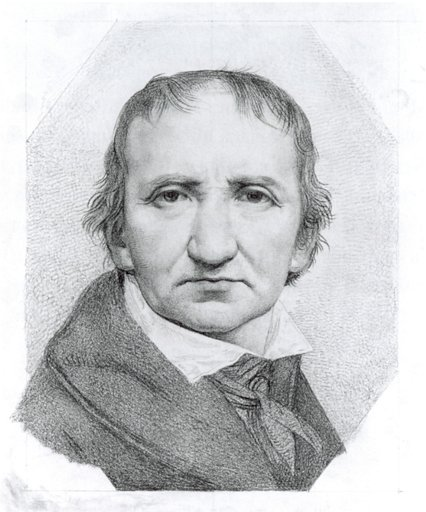
Johann Gottfried Schadow

Die Kunstausstellung im Jahr 1786 – die erste öffentliche Kunstausstellung in Preußen überhaupt – markierte nach Jahren der Stagnation unter Friedrich Wilhelm I. und Friedrich II. den erneuten Aufschwung unter Friedrich Wilhelm II. Im Zeitalter der Aufklärung wurde die Berliner Akademie zu einem öffentlichen Forum für Kunst- und Kulturdiskussionen und zugleich ein Instrument der Modernisierung Preußens.
Seit ihren Anfängen war die Akademie der Künste vor allem eine Schule, die nach französischem Muster gegründet worden war und unter starkem niederländischen Einfluss stand; das 18. Jahrhundert überdauerte sie hauptsächlich als Zeichenschule. Friedrich II. lehnte deutsche Künstler ab und hatte zum Beispiel den Flamen Antoine Tassaert als Hofbildhauer eingestellt und dessen Werkstatt zur bildhauerischen Ausbildungsstätte bestimmt, was sie auch bis 1786 blieb.
Die nach 1786 beginnenden Reformen sind unter anderem mit den Namen von Daniel Nikolaus Chodowiecki und Johann Gottfried Schadow verbunden, der im frühen 19. Jahrhundert Akademiedirektor war. Chodowiecki unterstützte 1783 die Ernennung seines Freundes Bernhard Rode zum Direktor der Akademie. Im selben Jahr avancierte er zum Sekretär und formulierte seine Vorstellungen vom Wesen der Akademie. In seiner Funktion war Chodowiecki auch für die akademischen Ausstellungen zuständig und beteiligte sich an der ersten öffentlichen Kunstausstellung, die am 18. Mai 1786 im umgebauten Marstall eröffnet wurde, mit besonders zahlreichen Werken. Von 1797 bis 1801 – nach Rodes Ableben und bis zu seinem eigenen Tod – leitete er die Akademie als Direktor.
Die in Angriff genommenen Reformen betrafen einerseits die Stärkung der Ausbildungsseite durch neu eingestellte, namhafte Lehrer. Darüber hinaus wurde ein Lehrstuhl für Kunsttheorie eingerichtet und die Vorbildsammlung ausgebaut. Zugleich galt die Antike als ideales Vorbild, was nicht unerheblich zur Durchsetzung des Klassizismus als prägendem preußischen Stil beitrug. Sichtbar wurde diese Entwicklung beim Bau des Brandenburger Tores durch Carl Gotthard Langhans. Die Akademie entwickelte vor allem auch das Programm für den Figurenschmuck von Johann Gottfried von Schadow und überwachte dessen handwerkliche Ausführung.

### Rom-Preis
Seit Ende des 18. Jahrhunderts vergab die Königlich Preussische Akademie der Künste, nach dem Vorbild des französischen Prix de Rome, an ausgewählte Künstler Reisestipendien nach Rom. Die jungen Stipendiaten sollten sich unter der Anleitung von dort ansässigen deutschen Künstlern an der Kunst der Antike und der Renaissance weiterbilden. Nachdem Johann Gottfried Schadow 1816 zum Direktor der Akademie ernannt worden war, verbesserte er die Auswahlkriterien. Aufgrund der Erfahrungen während seiner römischen Lehrzeit band er die Vergabe an den Gewinn eines Wettbewerbs. Als Ergebnis seiner Bemühungen wurde ab 1825 jedes Jahr am 11. Juli, dem Geburtstag Friedrichs I., der Große Staatspreis der Preußischen Akademie der Künste an Maler, Bildhauer und Architekten vergeben. Maler und Bildhauer hatten Italien zu ihrem Reiseziele zu machen, Architekten nur dann, wenn sie es noch nicht kannten. Aus den Erträgen der Michael-Beer-Stiftung, Statut von 1835, wurde jährlich ein Preis an zwei junge Künstler, von denen einer Jude sein musste, für einen einjährigen Studienaufenthalt in Italien mit acht Monaten Aufenthalt in Rom, vergeben. Eine weitere Stiftung war ab 1883 die „Dr. Paul Schultze-Stiftung“ zum Zwecke einer Studienreise nach Italien für Bildhauer aus den Meister-Ateliers der Königlichen Akademie.
Anfänglich kamen die Künstler in der preußischen Gesandtschaft auf dem Kapitol im Palazzo Caffarelli und provisorischen Quartieren unter. Ab 1883 mietete die Königliche Akademie der Künste zu Berlin für ihre Rom-Stipendiaten Ateliers der Villa Strohl-Fern an. Seit 1913 kommen die Rom-Stipendiaten in der Villa Massimo unter.

### Deutsches Kaiserreich
Mit der Gründung des Deutschen Kaiserreiches wurde die Künstler-Ausbildung an der Akademie reorganisiert und, begünstigt durch den Wohlstand der folgenden Jahrzehnte, erheblich ausgebaut. Innerhalb der Akademie konstituierten sich mehrere ‚Unterrichtsanstalten‘, darunter die 1875 unter der Leitung Anton von Werners gegründete Hochschule für die bildenden Künste, mit der die Ausbildung für Maler und Bildhauer eine neue Form erhielt.
Als Folge der Reorganisation standen innerhalb der Akademie die Räume für die jährliche Kunstausstellung nicht mehr zur Verfügung. Es wurde deshalb zunächst ein provisorisches Ausstellungsgebäude auf der Museumsinsel zwischen dem Mehlhaus und dem von Karl Friedrich Schinkel gestalteten Neuen Packhof errichtet, das wegen seiner schlichten Ausstattung bald als Kunstbaracke bezeichnet wurde. Hier fanden die Kunstausstellungen von 1876 bis 1881 sowie 1884 statt. Im Jahr 1886 feierte die Akademie mit der Großen akademischen Jubiläums-Kunstausstellung im Landesausstellungsgebäude (Glaspalast) am Lehrter Bahnhof das 100-jährige Jubiläum ihrer Ausstellungen. 1896 fand zur 200-Jahr-Feier der Akademie dort die Internationale Kunstausstellung statt. Ab 1907 residierte die Akademie schließlich in ihrem eigenen Haus, dem von Ernst von Ihne umgebauten Palais Arnim-Boitzenburg am Pariser Platz. Das neue Gebäude wurde am 25. Januar 1907 mit einer internationalen Ausstellung von Werken der Künstler der Akademie eröffnet.

Ismael Gentz: Erinnerungsblatt zur Trauerfeier für Ludwig Knaus, Ehrensenator der Preußischen Akademie der Künste: Präsident Karl von Großheim hält am 10. Dezember 1910 in der Berliner Akademie den Nachruf, 1911, handkolorierte Lithografie, Privatsammlung Wiesbaden

In der Kaiserzeit nahm der „Akademismus“ vor dem Hintergrund der offiziellen Ausrichtung des künstlerischen Schaffens auf genrehafte Unterhaltung, Besinnlichkeit, Belehrung, Volkserziehung und Repräsentation zwecks Bewahrung des Erreichten und der Orientierung am Geschmack der breiten Masse eher konservative als progressive Positionen ein. Kaiser Wilhelm II. entwickelte dabei großen Ehrgeiz, die Kunst seiner Zeit in diesem Sinne zu lenken. Er unterstützte traditionelle Kunstrichtungen (Historismus) und sprach sich gegen modernere Stilrichtungen wie (Expressionismus oder Impressionismus) aus. Sein bevorzugter Maler und künstlerischer Berater war Anton von Werner, der langjährige Vorsitzende des Vereins Berliner Künstler und zeitweilige Vorsitzende der Abteilung für die bildenden Künste der Akademie der Künste, der bis zu seinem Tod 1915 auch das Direktorat der Königlichen Hochschule der bildenden Künste innehatte.
Dass die „moderne Kunst“ von den bestehenden Institutionen und Organisationen keine Unterstützung zu erwarten hatte, wurde nach Ansicht der betroffenen Künstler endgültig bestätigt, als die Jury der Großen Berliner Kunstausstellung 1898 ein Landschaftsgemälde des Malers Walter Leistikow zurückwies. Als Konsequenz gründeten 65 Künstler die Berliner Secession mit Leistikow als Organisator. Wie verhärtet die künstlerischen Fronten in der Kaiserzeit waren, lässt sich daran ablesen, dass Max Liebermann selbst zu seinem 60. Geburtstag im Jahr 1907 keine Ausstellung in der Königlichen Akademie der Künste erhielt. Kaiser Wilhelm II. war dagegen. Die Berliner Secession veranstaltete dafür eine umfangreiche Ausstellung in ihrem neuen Gebäude am Kurfürstendamm.

### Weimarer Republik

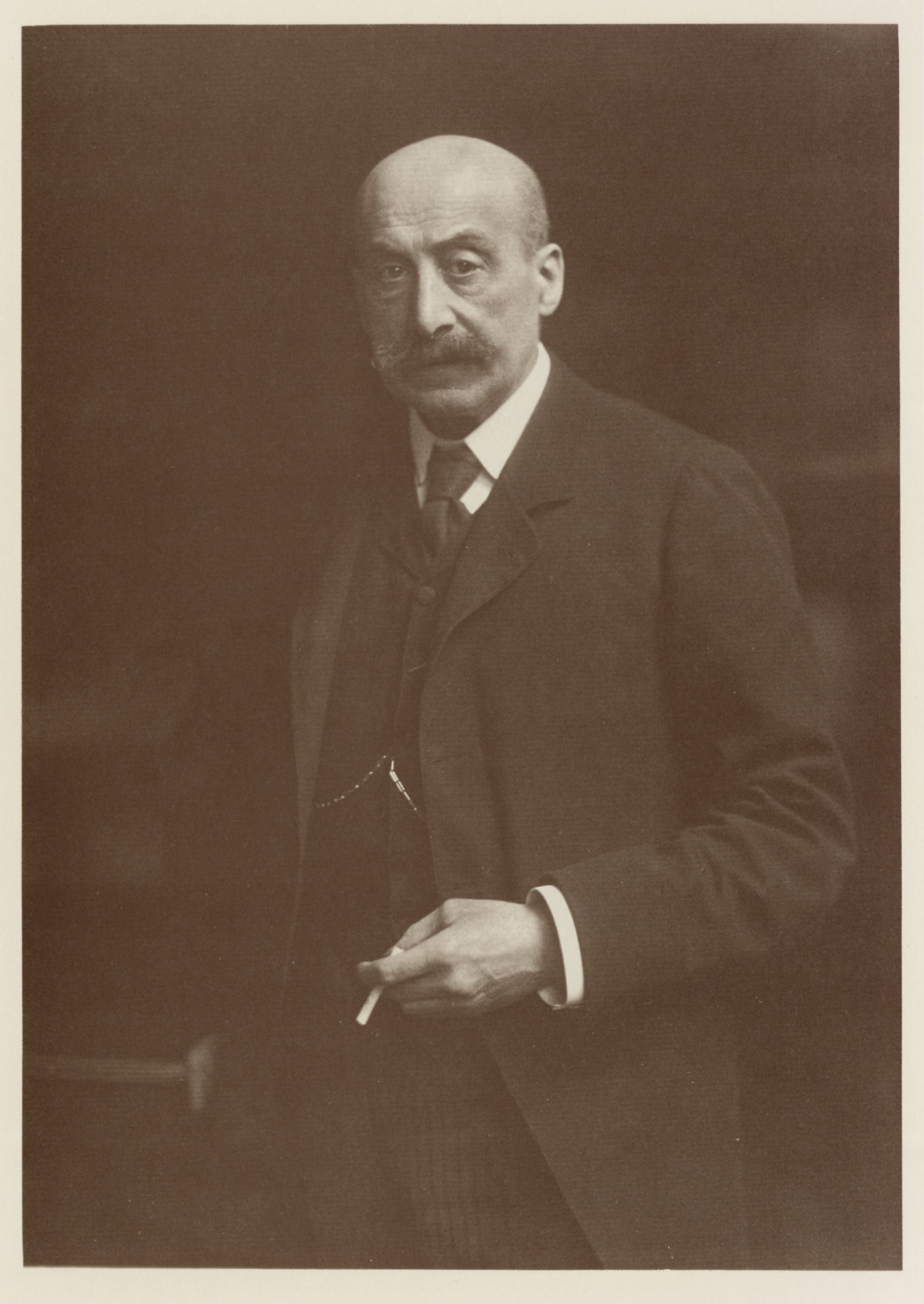
Max Liebermann

Erst 1919, als sich die Akademie nach der Novemberrevolution neu orientieren musste, wurden ‚moderne‘ Künstler wie Ernst Barlach, Lovis Corinth, Georg Kolbe sowie Wilhelm Lehmbruck, aber auch Künstlerinnen aufgenommen. Käthe Kollwitz wurde Teil der Reformkommission. Als Glücksfall erwies sich die Wahl von Max Liebermann zum Präsidenten der Berliner Akademie am 2. Juni 1920. Ihm gelang es immer wieder, Mäzene aus der Wirtschaft zu gewinnen, und er stiftete anlässlich seines 70. Geburtstags selbst 100.000 Mark zur Unterstützung bildender Künstler. In den zwölf Jahren seiner Präsidentschaft hatte die Akademie nach den Dankesworten von Kultusminister Adolf Grimme einen neuen starken Aufschwung genommen und ihre führende Stellung im deutschen Kunstwesen zurückgewonnen.

### Zeit des Nationalsozialismus
Nach der Ernennung Adolf Hitlers zum Reichskanzler setzte der neue Kultusminister Bernhard Rust die Akademieleitung unter Druck. Um die drohende Auflösung der Akademie zu verhindern, traten am 15. Februar 1933 Käthe Kollwitz und Heinrich Mann aus; ihnen schloss sich der Berliner Stadtbaurat Martin Wagner an. Kurz nach der Reichstagswahl im März 1933 betrieb Gottfried Benn in der Sektion Dichtung eine rigorose Gleichschaltung, die übrigen Sektionen nicht minder: 40 Künstler, unter ihnen Ernst Barlach, Ricarda Huch, Max Liebermann, Thomas Mann, Franz Werfel, Leonhard Frank und Arnold Schönberg, wurden zum Austritt genötigt oder ausgeschlossen. Benn verfasste mit Max von Schillings eine Loyalitätsbekundung für Hitler, die den Mitgliedern eine nicht-nazistische politische Betätigung verbot: „Sind Sie bereit unter Anerkennung der veränderten geschichtlichen Lage weiter Ihre Person der Preußischen Akademie der Künste zur Verfügung zu stellen? Eine Bejahung dieser Frage schließt die öffentliche politische Betätigung gegen die Reichsregierung aus und verpflichtet Sie zu einer loyalen Mitarbeit an den satzungsgemäß der Akademie zufallenden nationalen kulturellen Aufgaben im Sinne der veränderten geschichtlichen Lage.“ Die Mitglieder mussten bei Drohung ihres Ausschlusses unterschreiben. Gerhart Hauptmann, Oskar Loerke, Georg Kaiser und Alfred Döblin, der jedoch als Jude seinen Austritt erklärte, und viele andere unterschrieben. Kaiser wurde dennoch am 5. Mai ausgeschlossen. Ihre Plätze wurden am 5. Mai 1933 mit systemnahen Kulturschaffenden besetzt, darunter Werner Beumelburg, Hans Friedrich Blunck, Hans Carossa, Peter Dörfler, Paul Ernst, Friedrich Griese, Hans Grimm, Hanns Johst, Erwin Guido Kolbenheyer, Agnes Miegel, Börries Freiherr von Münchhausen, Wilhelm Schäfer, Emil Strauß und Will Vesper.
Im Jahr 1937 wurde die Akademie aus ihrem Stammhaus am Pariser Platz 4 in das Kronprinzenpalais Unter den Linden 3 verlegt, um dem Generalbauinspektor für die Reichshauptstadt Albert Speer und seinem Stab Platz zu machen. Nach der Zerstörung des Kronprinzenpalais 1945 kam die Akademie im Gebäude der Hochschule der Künste im Bezirk Charlottenburg unter.

### Traditionsnachfolger
Charlottenburg und damit die Akademie befanden sich in der Viersektorenstadt Berlin ab 1945 im Britischen Sektor. Angesichts der Auflösung Preußens und der Spaltung Berlins versandeten anfängliche Wiederbelebungsversuche. Die Tradition der Akademie nahm 1950 mit gesamtdeutschem Anspruch in Ost-Berlin die Deutsche Akademie der Künste auf, die nach dem deutschlandpolitischen Kurswechsel der DDR ab 1972 Akademie der Künste der Deutschen Demokratischen Republik hieß. Die West-Berliner Gegengründung der Akademie der Künste „in der Trägerschaft des Landes Berlin“ im Jahr 1954 ging auf private Initiativen zurück.
Die Ausbildungsfunktion wird heute wahrgenommen durch die Universität der Künste Berlin (1975: Hochschule der Künste Berlin).